# Chamelania
Chamelania es un género de polillas pertenecientes a la familia Tortricidae.

## Especies
- Chamelania auricoma Razowski & Pelz, 2003
- Chamelania jaliscana Razowski, 2001